# Astochia scalaris
Astochia scalaris là một loài ruồi trong họ Asilidae. Astochia scalaris được Hermann miêu tả năm 1917. Loài này phân bố ở vùng Cổ Bắc giới.